# Kenmore Square

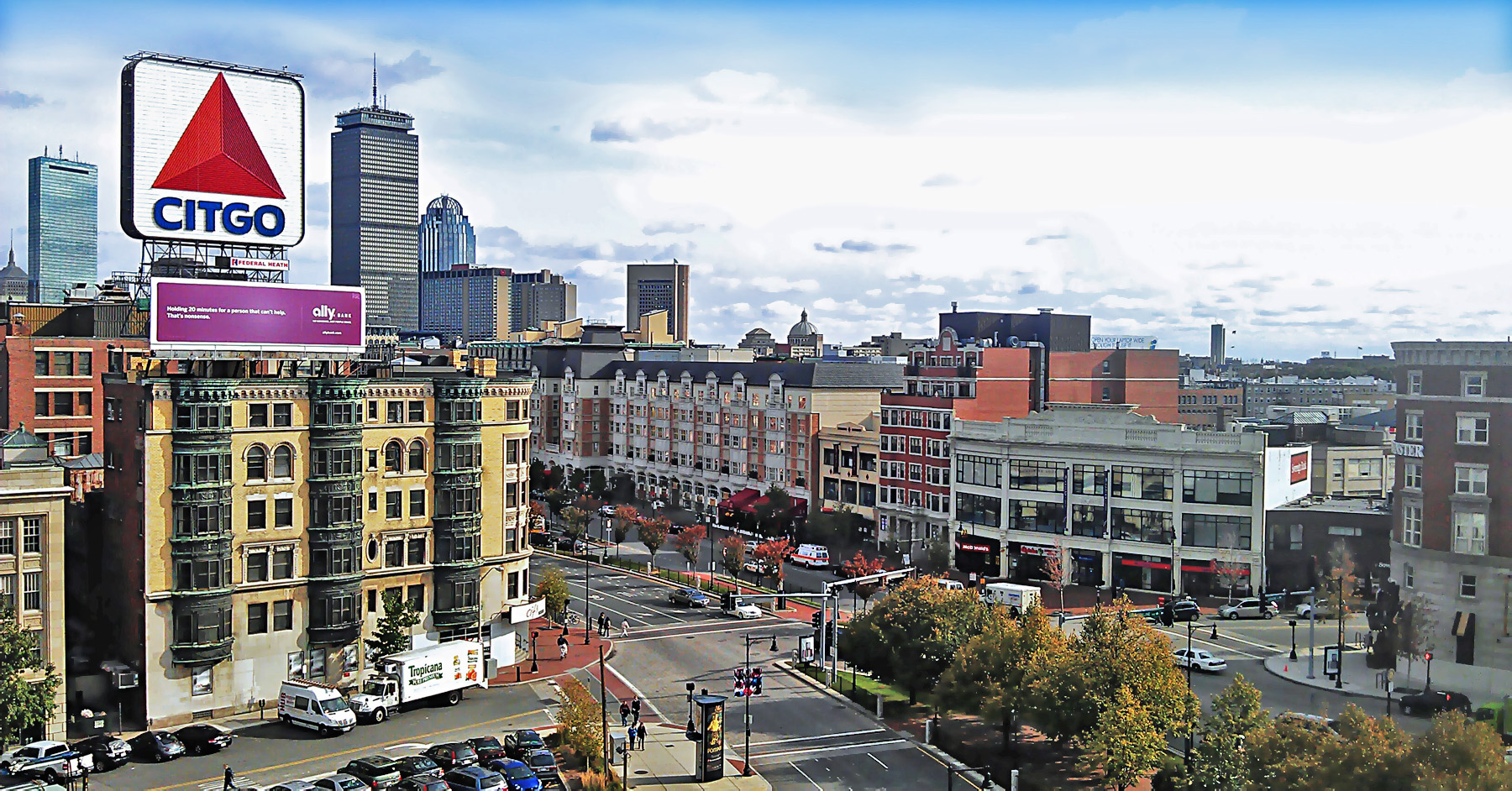
Der Kenmore Square in Boston. Das Citgo-Schild ist das Wahrzeichen des Platzes.

Der Kenmore Square ist ein öffentlicher Platz im Bostoner Stadtteil Fenway–Kenmore im Bundesstaat Massachusetts der Vereinigten Staaten. An ihm laufen mehrere Hauptstraßen zusammen, darunter die Beacon Street und die Commonwealth Avenue sowie weitere wichtige Verkehrsadern. Auf dem Platz befindet sich die U-Bahn-Station Kenmore der MBTA und bindet ihn damit an das Netz des ÖPNV an. Der Kenmore-Square befindet sich in unmittelbarer Nähe der Boston University, des Fenway Park und der Lansdowne Street, einem Zentrum des Bostoner Nachtlebens. Schließlich endet auf dem Platz mit dem U.S. Highway 20 die längste Straße der Vereinigten Staaten.

## Geschichte

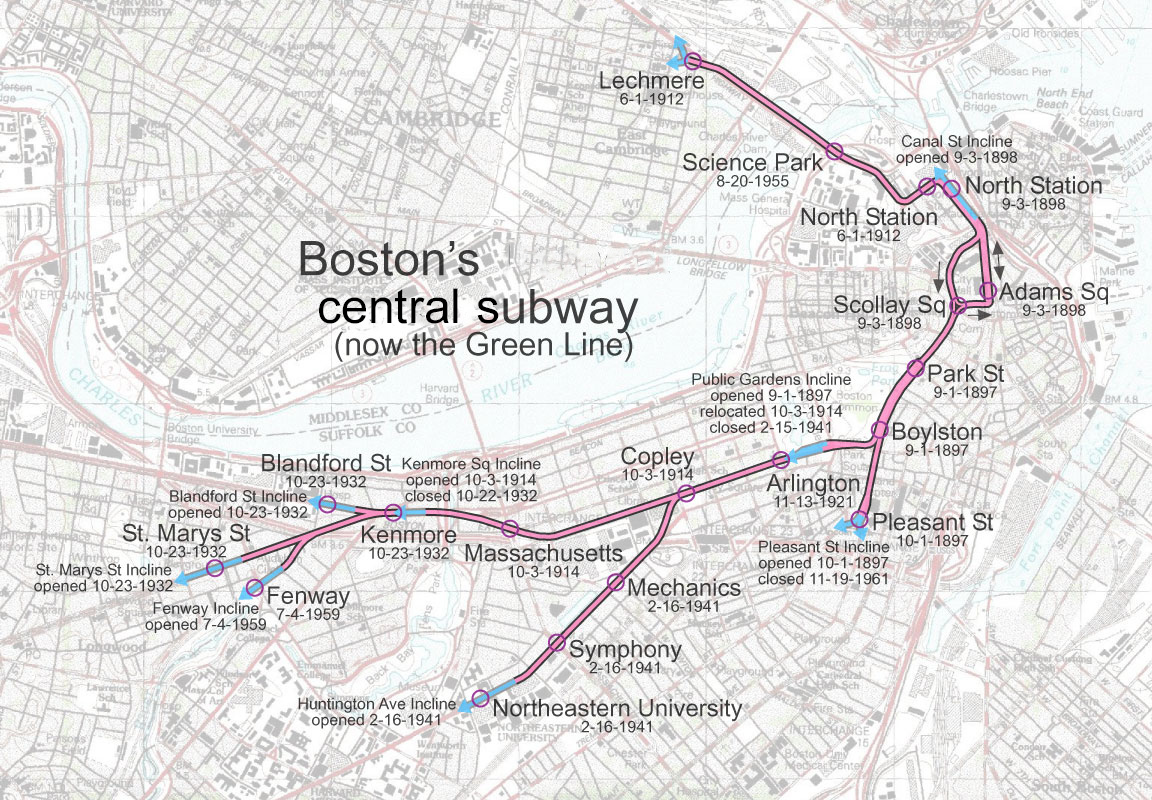
Abb. 1: Die Ausdehnung des Tremont Street Subway.

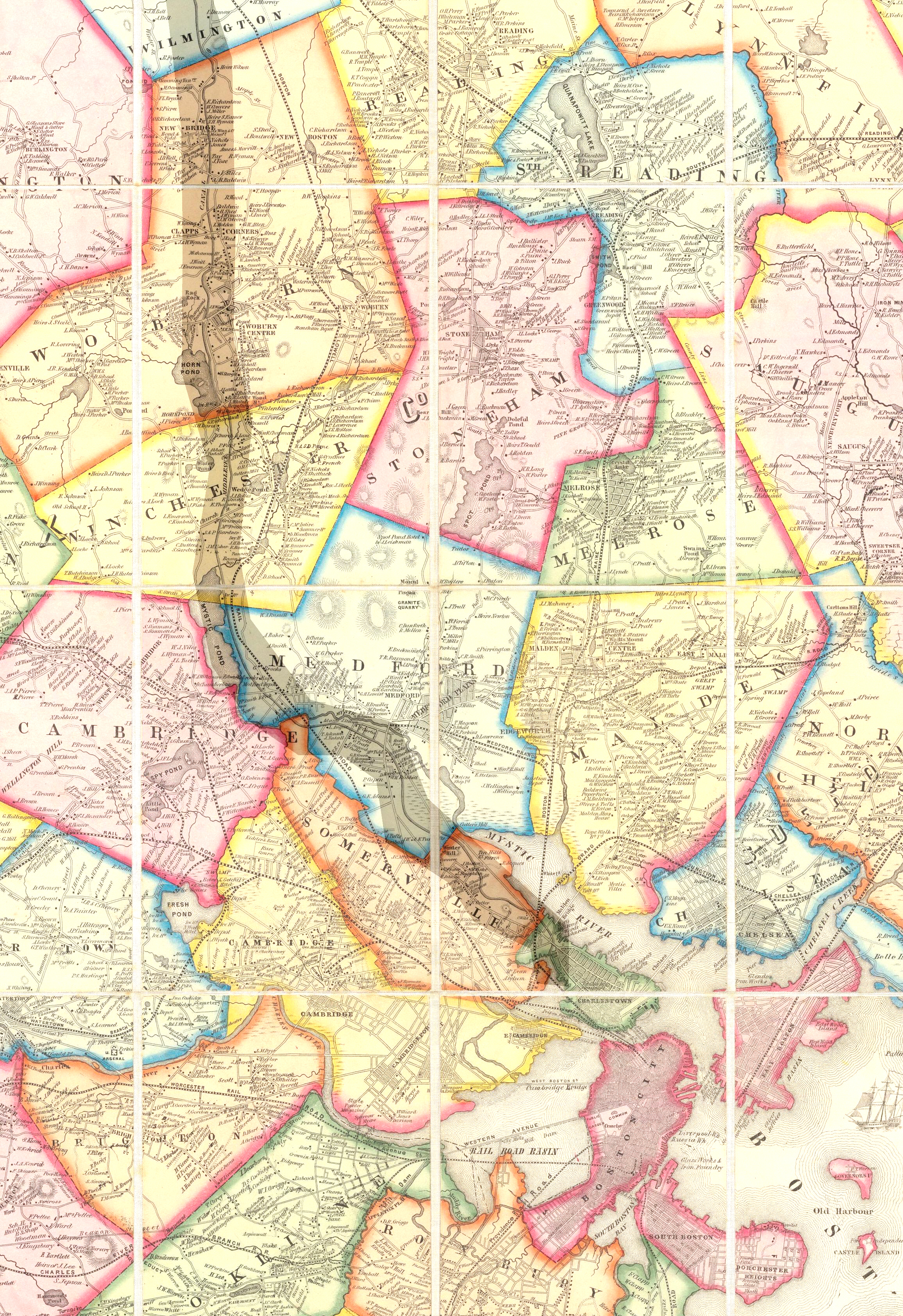
Abb. 2: Diese Karte aus dem Jahr 1852 zeigt die Grenzen der einzelnen Gebiete zu dieser Zeit.

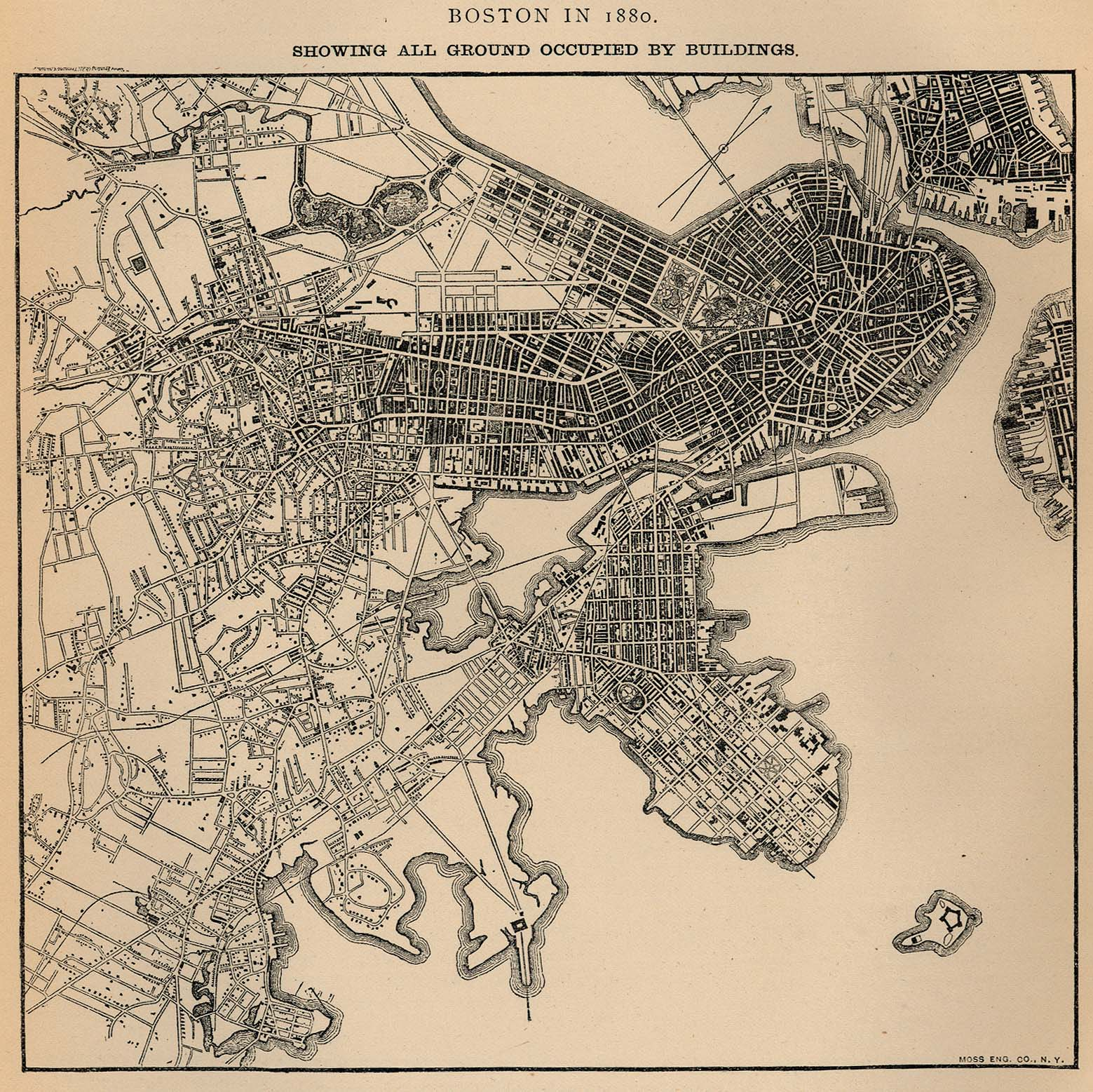
Abb. 3: Aus dieser Karte aus dem Jahr 1880 geht die Bebauungsdichte der Stadt Boston zu dieser Zeit hervor. Das Gebiet des heutigen Kenmore-Square ist praktisch frei von Bauwerken.

Das Land, auf dem sich heute der Kenmore Square befindet, war ursprünglich eine sumpfige, unbewohnte Ecke des Festlands, die das Mündungsgebiet des schmalen Charles River in die weite, marschige Back Bay markierte. Bis 1705 war das Gebiet Teil der kolonialen Siedlung von Boston, als sich das kleine Dorf Muddy River als Brookline für unabhängig erklärte. Das Landstück gehörte fortan zu Brookline, da der Fluss Muddy River die östliche Grenze der neuen Stadt markierte (vgl. Abbildung 2).
Der Teil der Beacon Street westlich des Platzes wurde im Jahr 1850 geplant und bietet Verbindungen zur Avenue Street (heute der Teil der Commonwealth Avenue, der durch Allston führt), zur Mill Dam Road (heute Brookline Avenue) sowie zur Western Avenue, die in der Nähe der heutigen Beacon Street verlief. Die Boston and Worcester Rail Road und die Charles River Branch Railroad vereinigten sich hier, um die Back Bay auf einer separaten Eisenbahnbrücke zu überqueren, welche direkt zum Leather District führte. Die Eisenbahnschienen existieren bis heute und besitzen noch weitgehend ihren ursprünglichen Verlauf. Geringfügige Anpassungen wurden im Zuge der Errichtung des Massachusetts Turnpike sowie der Boston South Station notwendig, um die heutige Green Line aufzunehmen.
Im Jahr 1874 verschmolz die Stadt Brighton mit Boston. In diesem Zuge wurde die Grenzlinie zwischen Boston und Brookline neu gezogen, um den neuen Stadtteil Back Bay mit Allston-Brighton zu verbinden.
Noch im Jahr 1880 war der Kenmore Square nur spärlich bebaut (vgl. Abbildung 3). Um 1890 hatten die Maßnahmen zur Landaufschüttung das Gebiet erreicht, wodurch der Platz erstmals an der östlichen Seite mit Teilen der Stadt verbunden wurde.
Im Jahr 1888 wurden die ersten Straßenbahnschienen auf der Beacon Street verlegt, die oberirdisch von Coolidge Corner bis zur Massachusetts Avenue über den Platz verliefen. Heute werden sie von der Green Line C der MBTA genutzt. Weitere Schienen wurden auf der Commonwealth Avenue bis zum Union Square in Allston verlegt, die später von der Green Line A und Green Line B befahren wurden. 1914 wurde der Boylston Street Subway bis zum Kenmore Square verlängert und dort an die Oberfläche geführt. Im Jahr 1932 wurden die Strecke der Green Line im Bereich des Platzes unterirdisch verlegt und Haltestellen an der Blandford und St. Mary's Street eröffnet.
Die im Jahr 1915 an der Ecke Kenmore/Commonwealth Avenue errichteten Kenmore Apartments wurden später zum Hotel Kenmore mit 400 Gästezimmern umgebaut. Der Eigentümer Bertram Druker machte es zum weithin bekannten Baseball Hotel, das nach Kriegsende alle 14 Teams beherbergte. Von den 1960er Jahren an wurde es bis 1979 vom Grahm Junior College für verschiedene Zwecke genutzt. Nachdem das College geschlossen worden war, wurden wieder Apartments eingerichtet, die heute als Kenmore Abbey bekannt sind.

## DasCITGO-Schild
Ein großes, doppelseitiges Schild mit dem Logo des CITGO-Mineralölunternehmens (eine Tochter der Petróleos de Venezuela S.A.) überragt den Kenmore Square und ist unter anderem durch seine Sichtbarkeit in Fernsehübertragungen von Spielen der Boston Red Sox zum Wahrzeichen des Platzes geworden. Das aktuelle Schild mit einer Fläche von 18 m² wurde im März 2005 der Öffentlichkeit präsentiert, nachdem es über 6 Monate lang restauriert worden war. Im Zuge der Erneuerungsarbeiten wurden tausende LEDs installiert, die das Zeichen täglich bis um 1 Uhr morgens beleuchten. Im Jahr 2010 wurden die Leuchtdioden gegen neue ausgetauscht, die widerstandsfähiger gegenüber den Winden und Temperaturschwankungen sein sollen. Frühere Versionen des Schilds wurden durch Neonröhren beleuchtet – zuletzt waren davon 5.878 Stück mit einer Gesamtlänge von über 5 mi (8,05 km) verbaut. CITGO selbst bezeichnet das Logo als „trimark“.
Das erste Schild, das seit 1940 an der gleichen Stelle stand, zeigte das Logo der Cities Service, die eine lokale Filiale im Erdgeschoss des Gebäudes betrieben, auf dem das Schild montiert ist, und wurde durch das trimark im Jahr 1965 ersetzt. 1979 ordnete der Gouverneur Edward J. King die Abschaltung des Schildes an, um symbolisch für Energieeinsparung zu werben. Vier Jahre später wollte CITGO das vom Wetter stark mitgenommene Schild demontieren und verschrotten, wurde jedoch von Protesten der Öffentlichkeit gegen die Demontage völlig überrascht. Die Boston Landmarks Commission ordnete daher eine Verschiebung der Verschrottung an, um eine Diskussion über das weitere Vorgehen zu ermöglichen. Obwohl das Schild nie offiziell zum Wahrzeichen erklärt wurde, wurde es runderneuert und im Jahr 1983 zum ersten Mal wieder beleuchtet. Seitdem befindet es sich ununterbrochen im Einsatz.
Das Schild wurde 1968 im Kurzfilm „Go, Go Citgo“ und im Jahr 1983 noch einmal in einer Fotostrecke des Life Magazine besonders hervorgehoben. Die Verbindung zwischen Fenway und den Boston Red Sox ist so stark, dass die Baseballfelder der Little League – bspw. das Hadlock Field in Portland, Maine – häufig mit dem CITGO-Symbol verziert sind. Das Schild wurde 1984 darüber hinaus von Neal Stephenson in seinem Buch The Big U als „the Big Wheel sign“ karikiert, das von den Mitgliedern einer fiktionalen Bruderschaft verehrt wird.
Im September 2006 gab der Bostoner Stadtrat Jerry McDermott bekannt, dass das Schild als Reaktion auf fortwährende Beleidigungen des Staatspräsidenten von Venezuela Hugo Chávez gegen den Präsidenten der Vereinigten Staaten George W. Bush demontiert werden sollte. Alternativ empfahl McDermott, die Flagge der Vereinigten Staaten oder das Logo der Boston Red Sox über das Schild zu hängen, bis Chavéz nicht mehr im Amt ist.
Am 15. Oktober 2008 verursachte ein kleines Feuer innerhalb des Schildes einen Sachschaden in Höhe von etwa 5.000 US-Dollar und führte zu einem teilweise Schmelzen des Plastiks und sichtbaren Rauchspuren.

## In den Medien
Gary Cherone reminisziert über die in den 1980er Jahren am Kenmore Square herrschende Musikszene auf CD 1 (Lied 6) des Albums Take Us Alive der Band Extreme.
Das Lied "Blood" der Folkpunk-Band Dropkick Murphys beginnt mit der Zeile "Trouble underground in Kenmore Square".